# Chironomus callichirus
Chironomus callichirus är en tvåvingeart som beskrevs av Jean-Jacques Kieffer 1911. Chironomus callichirus ingår i släktet Chironomus och familjen fjädermyggor. Inga underarter finns listade i Catalogue of Life.